# Astragalus nalbandanicus
Astragalus nalbandanicus är en ärtväxtart som beskrevs av Dieter Podlech. Astragalus nalbandanicus ingår i släktet vedlar, och familjen ärtväxter. Inga underarter finns listade i Catalogue of Life.